# Vira (Pyrénées-Orientales)
Vira is een gemeente in het Franse departement Pyrénées-Orientales (regio Occitanie) en telt 35 inwoners (2009). De plaats maakt deel uit van het arrondissement Perpignan.

## Geografie
De oppervlakte van Vira bedraagt 16,0 km², de bevolkingsdichtheid is dus 2,2 inwoners per km².
De onderstaande kaart toont de ligging van Vira (Pyrénées-Orientales) met de belangrijkste infrastructuur en aangrenzende gemeenten.

## Demografie
Onderstaande figuur toont het verloop van het inwonertal (bron: INSEE-tellingen).